# Regionalwahl in Kalabrien 1980
Die Regionalwahl in Kalabrien 1980 fand am 8. und 9. Juni statt.

## Wahlergebnis
| Listen            | Listen                                        | Stimmen   | %    | Mandate |
| ----------------- | --------------------------------------------- | --------- | ---- | ------- |
|                   | Democrazia Cristiana                          | 450.335   | 41,2 | 18      |
|                   | Partito Comunista Italiano                    | 263.918   | 24,1 | 10      |
|                   | Partito Socialista Italiano                   | 180.888   | 16,5 | 7       |
|                   | Movimento Sociale Italiano – Destra Nazionale | 77.527    | 7,1  | 2       |
|                   | Partito Socialista Democratico Italiano       | 63.569    | 5,8  | 2       |
|                   | Partito Repubblicano Italiano                 | 22.953    | 2,1  | 1       |
|                   | Partito di Unità Proletaria per il Comunismo  | 12.993    | 1,2  | –       |
|                   | Democrazia Proletaria                         | 12.344    | 1,1  | –       |
|                   | Partito Liberale Italiano                     | 8.460     | 0,8  | –       |
| Gesamt            | Gesamt                                        | 1.092.987 | 100  | 40      |
|                   |                                               |           |      |         |
| Ungültige Stimmen | Ungültige Stimmen                             | 85.411    | 7,2  |         |
| Wähler            | Wähler                                        | 1.178.398 | 77,1 |         |
| Wahlberechtigte   | Wahlberechtigte                               | 1.529.029 |      |         |